# Dryopteris maximowiczii
Dryopteris maximowiczii är en träjonväxtart som först beskrevs av John Gilbert Baker och som fick sitt nu gällande namn av Otto Kuntze.
Dryopteris maximowiczii ingår i släktet Dryopteris och familjen Dryopteridaceae. Inga underarter finns listade i Catalogue of Life.